# Теребино (Архангельская область)
Тере́бино — деревня в Вельском районе Архангельской области, административный центр муниципального образования «Низовское».
Неофициальное название деревни — У́греньга, по названию протекающей здесь речки Угреньга.

## Географическое положение
Деревня расположена на самом юге Архангельской области, в 24 км от Вельска и в 3 км от федеральной автотрассы М8 «Холмогоры», на левом берегу реки Вага (приток Северной Двины).
В 2010 году в состав деревни Теребино вошли упразднённые близлежащие деревни Арефино, Першинская и Семерино.
Часовой пояс
Теребино, как и вся Архангельская область, находится в часовой зоне МСК (московское время). Смещение применяемого времени относительно UTC составляет +3:00.

## Население
| 2002 | 2010 | 2012 | 2014 |
| ---- | ---- | ---- | ---- |
| 514  | ↘500 | ↘451 | ↘411 |

## История
Указана в «Списке населённых мест по сведениям 1859 года» в составе Вельского уезда Вологодской губернии. Насчитывала 25 дворов, 95 мужчин и 87 женщин.

## Достопримечательности
Церковь Введения Пресвятой Богородицы во Храм, что в Угронге — Кирпичная двухэтажная церковь в бывшей деревне Першинская, построенная в период с 1799 по 1810 год на месте старой деревянной церкви. В 1848 году к массивному четверику основного объёма церкви была пристроена колокольня. Внизу Введенский храм, вверху Преображенский храм с боковыми приделами Петра и Афанасия Афонских и Николая Чудотворца. В 1930-х годах была заброшена и частично разрушена. В настоящий момент закрыта двускатной крышей.
Часовня Иконы Божией Матери Достойно Есть — деревянная часовня, построенная в 2013 году для богослужений, из-за плохого состояния Введенской церкви.
Часовня Иконы Божией Матери Казанская  Объект культурного наследия № 2900000955 — деревянная обшитая тёсом часовня, построенная в 1870 году. По архитектуре характерна для часовенного строительства Поважья конца 19 века и представляет собой четверик, завершённый малым восьмериком с небольшой главкой. В советское время не использовалась, была отремонтирована в 2000-х годах.
- Часовня Иконы Божией Матери Достойно Есть в 2017 году
- Вид Казанской часовни в 2013 году